# جراتزانیزه
جراتزانیزه (به ایتالیایی: Grazzanise) یک کومونه در ایتالیا است که در استان کسرتا واقع شده‌است.

## خصوصیات
جراتزانیزه ۴۷٫۰ کیلومترمربع مساحت و ۶٬۸۱۲ نفر جمعیت دارد و ۱۲ متر بالاتر از سطح دریا واقع شده‌است.